# Bo Bo Gyi

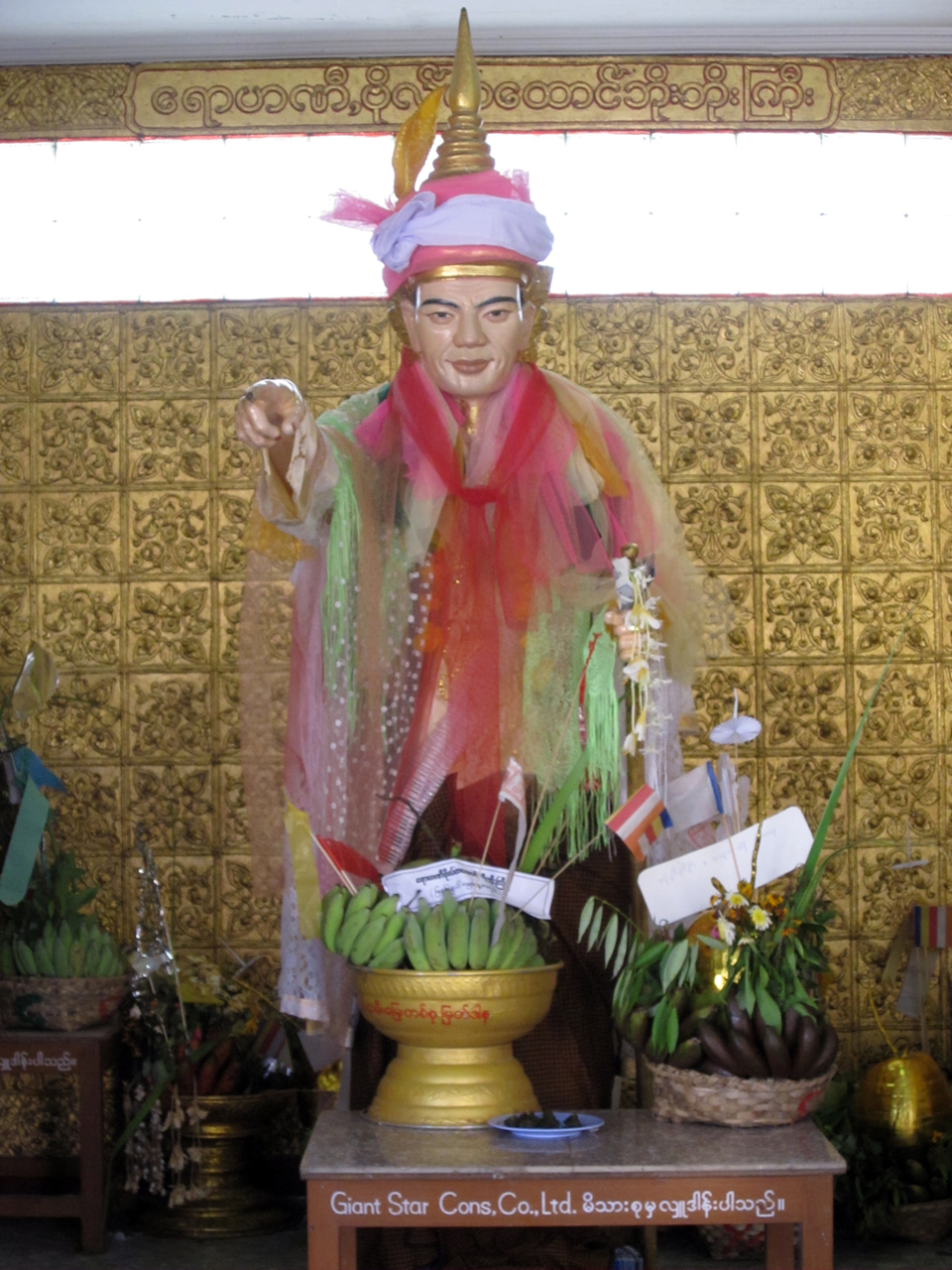
Nat Rohani Bo Bo Gyi z Pagody Botahtaung

Bo Bo Gyi (birm. ဘိုးဘိုးကြီး /bó bó dʑí/, pol. Wielki Dziadek) — tradycyjnie imieniem tym określa się ducha opiekuńczego (nata), jakiego ma każda birmańska świątynia czy pagoda. 
Bo Bo Gyi przedstawiany jest zwykle  w niemal naturalnych rozmiarach jako starszy mężczyzna ubrany w zakrzywioną czapkę i, czasami, trzymający laskę dla podkreślenia podeszłego wieku. Częstymi ofiarami składanymi Bo Bo Gyi przez wiernych są szale i longyi. W całej Mjanmie istnieje wiele świątyń Bo Bo Gyi, a niektóre z nich są darzone większą czcią od pozostałych.  Świątynia Bo Bo Gyi Shwenyaungbin (pol. Złotego Figowca) pomiędzy Rangunem a Pegu jest odwiedzana często przez nabywców samochodów mających nadzieję, że w tym miejscu nat pobłogosławi ich pojazdy.

## Galeria

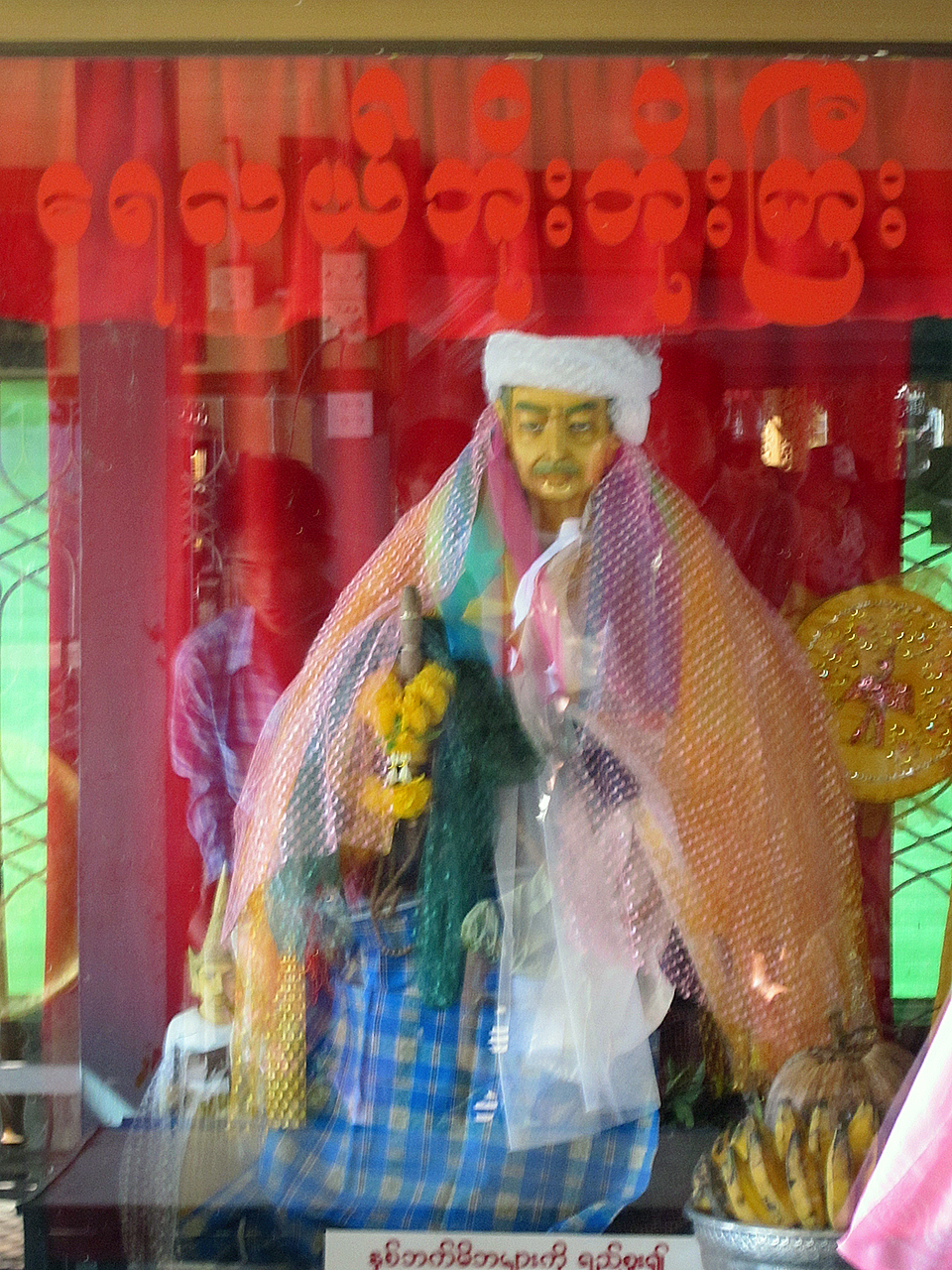
Świątynia Bo Bo Gyi przy pagodzie Yay-Le w Kyauktan
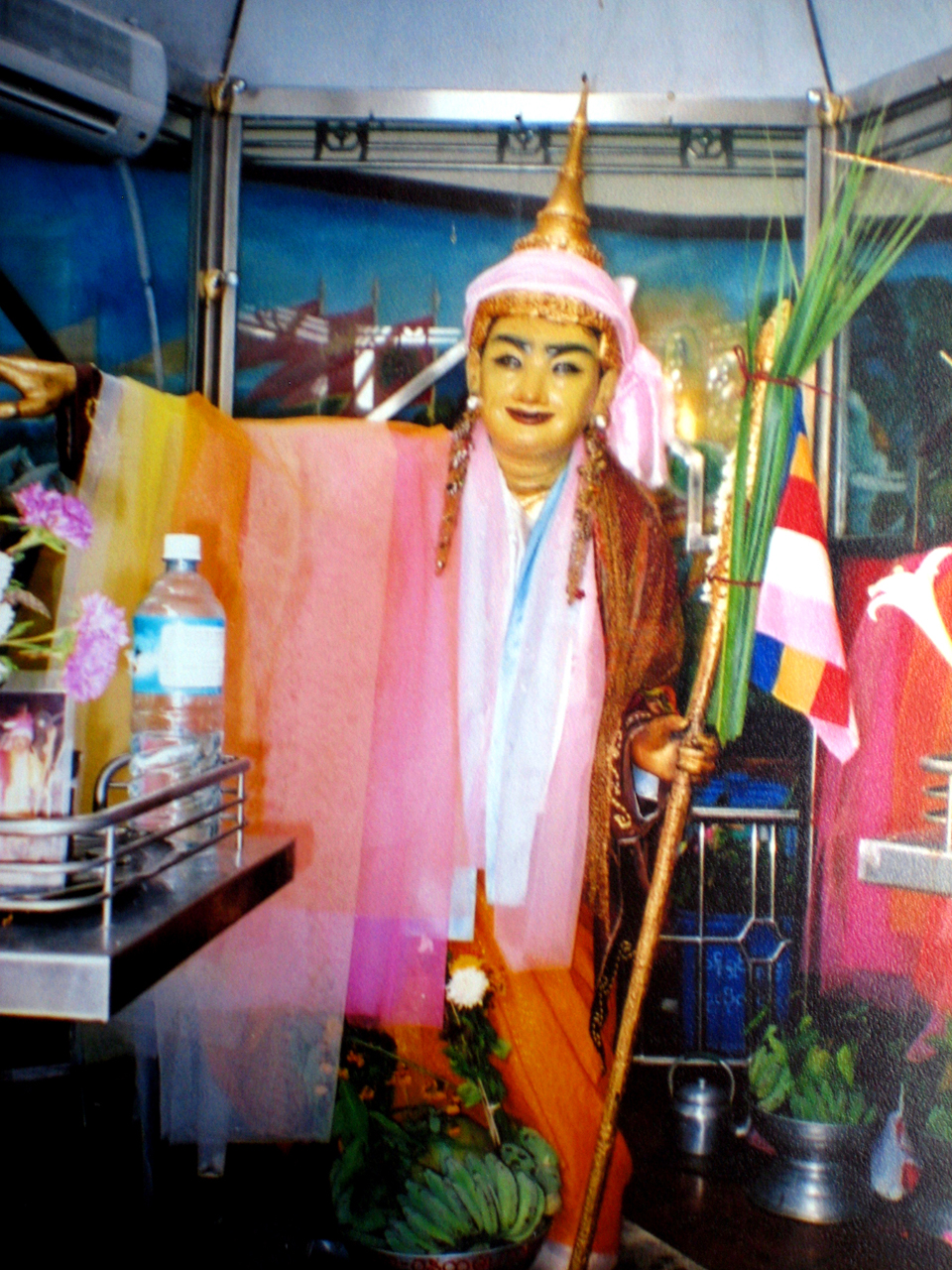
Bo Bo Gyi z Pagody Sule w Rangunie
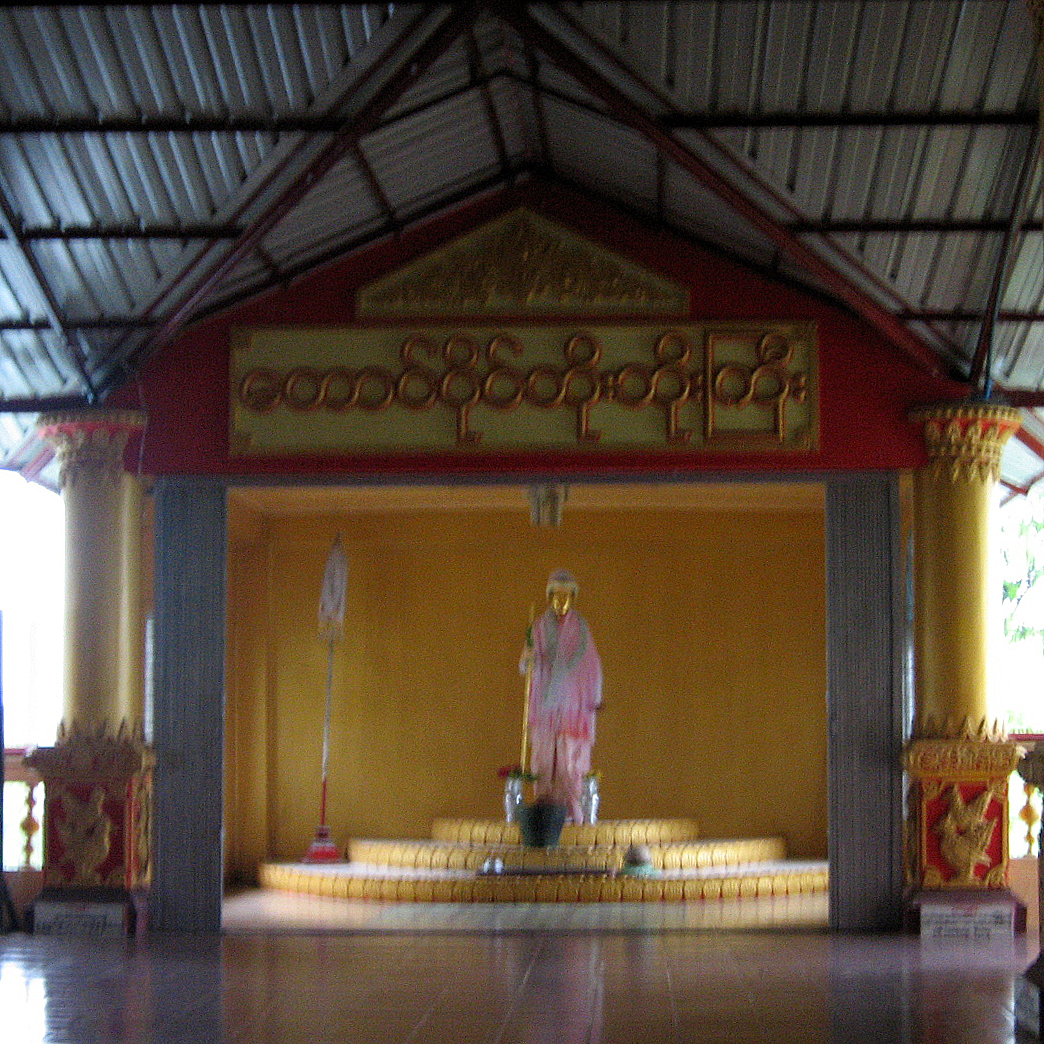
Świątynia Bo Bo Gyi w Pegu